# Dragon Age (seria)
Dragon Age – seria komputerowych gier fabularnych dark fantasy tworzona przez kanadyjskie studio BioWare. Pierwsza gra serii – Dragon Age: Początek – ukazała się w 3 listopada 2009 roku, 16 marca 2010 roku miał premierę dodatek do niej o nazwie Dragon Age: Początek – Przebudzenie. 8 marca 2011 roku została wydana gra Dragon Age II. Najnowszą częścią serii jest Dragon Age: Inkwizycja, wydana 18 listopada 2014 roku. Uniwersum serii zostało także wykorzystane w innych mediach, takich jak książki, komiksy, filmy i gry planszowe, ponadto do gier wydano wiele DLC. Seria była promowana jako duchowy następca Baldur’s Gate tej samej firmy.
Akcja serii dzieje się na kontynencie Thedas, który zamieszkuje wiele ras, w tym ludzie, elfy, krasnoludy, qunari. Fabuła pierwszej części rozgrywa się w krainie Ferelden, drugiej w Wolnych Marchiach, a trzeciej na terenach Fereldenu i Cesarstwa Orlais. Ważną rolę w fabule odgrywają Plagi, podczas których krainy są atakowane przez żądne krwi mroczne pomioty, jak również wojna pomiędzy magami a niewolącymi ich templariuszami.

## Gry i ważniejsze dodatki
| Gra                                 | GameRankings                                    | Metacritic                          |
| ----------------------------------- | ----------------------------------------------- | ----------------------------------- |
| Dragon Age: Początek                | PC: 90,63% PS3: 86,39% X360: 86,98%             | PC: 91/100 PS3: 87/100 X360: 86/100 |
| Dragon Age: Początek – Przebudzenie | PC: 80,77% PS3: 80,93% X360: 79,86%             | PC: 82/100 PS3: 80/100 X360: 80/100 |
| Dragon Age II                       | PC: 78,68% PS3: 80,37% X360: 77,86%             | PC: 82/100 PS3: 82/100 X360: 79/100 |
| Dragon Age: Inkwizycja              | PC: 86,77% PS3: 90,00% PS4: 89,68% XONE: 86,11% | PC: 85/100 PS4: 89/100 XONE: 85/100 |

| Rok  | Gra                                                   | Typ                   |
| ---- | ----------------------------------------------------- | --------------------- |
| 2009 | Dragon Age: Początek                                  | główna gra            |
| 2009 | Dragon Age: Początek – Kamienny więzień               | zawartość do pobrania |
| 2009 | Dragon Age: Początek – Twierdza Strażnika             | zawartość do pobrania |
| 2010 | Dragon Age: Początek – Powrót do Ostagaru             | zawartość do pobrania |
| 2010 | Dragon Age: Początek – Przebudzenie                   | dodatek               |
| 2010 | Dragon Age: Początek – Świąteczne podarunki i psikusy | zawartość do pobrania |
| 2010 | Dragon Age: Początek – Kroniki mrocznych pomiotów     | zawartość do pobrania |
| 2010 | Dragon Age: Początek – Pieśń Leliany                  | zawartość do pobrania |
| 2010 | Dragon Age: Początek – Golemy Amgarraku               | zawartość do pobrania |
| 2010 | Dragon Age: Początek – Polowanie na czarownicę        | zawartość do pobrania |
| 2010 | Dragon Age: Początek – Ultimate Edition               | wydanie zbiorcze      |
| 2011 | Dragon Age II                                         | główna gra            |
| 2011 | Dragon Age II: Książę na wygnaniu                     | zawartość do pobrania |
| 2011 | Dragon Age II: Czarne Emporium                        | zawartość do pobrania |
| 2011 | Dragon Age II: Dziedzictwo                            | zawartość do pobrania |
| 2011 | Dragon Age II: Znak zabójcy                           | zawartość do pobrania |
| 2014 | Dragon Age: Inkwizycja                                | główna gra            |
| 2015 | Dragon Age: Inkwizycja – Szczęki Hakkona              | zawartość do pobrania |
| 2015 | Dragon Age: Inkwizycja – Zstąpienie                   | zawartość do pobrania |
| 2015 | Dragon Age: Inkwizycja – Intruz                       | zawartość do pobrania |
| 2015 | Dragon Age: Inkwizycja – Edycja gry roku              | wydanie zbiorcze      |

## Inne media
Uniwersum Dragon Age zostało użyte także w wielu innych mediach.

### Powieści
Na chwilę obecną wydano pięć książek osadzonych w uniwersum Dragon Age. Pierwsza z nich, Dragon Age: Utracony tron, została wydana 3 marca 2009 roku, a w Polsce 23 października 2009. Druga powieść została zatytułowana Dragon Age: Powołanie, a jej premiera nastąpiła 13 października 2009 roku, w Polsce natomiast 19 marca 2010. Trzecią powieść, Dragon Age: Rozłam, wydano 20 grudnia 2011 roku, jej polska premiera miała miejsce 9 marca 2012. Powieści zostały napisane przez Davida Gaidera i wydane przez wydawnictwo Tor Books, a w Polsce przez Fabrykę Słów. Autorem czwartej powieści, Dragon Age: The Masked Empire jest Patrick Weeks, z kolei piątej – Dragon Age: Last Flight – Liane Merciel.

### Gra na Facebooku
Dragon Age: Legends to strategiczna gra fabularna stworzona przez EA na Facebooka. Jej akcja, podobnie jak w Dragon Age II, rozgrywa się w Wolnych Marchiach. Grając w nią, gracze mogą odblokować dodatkowe przedmioty do drugiej części serii. W grze występuje system tworzenia własnego bohatera i ulepszania umiejętności, podobnie jak w głównych grach. 18 czerwca 2012 roku zostały wyłączone serwery gry, ale udostępniona została za darmo wersja programu do pobrania i grania offline w trybie jednoosobowym. Gracze mogą kontynuować grę swoim bohaterem z wersji online po ściągnięciu odpowiedniego zapisu gry.

### Gra flashowa
Dragon Age: Journeys to trzyczęściowy spin-off wykonany w technologii Flash przez EA 2D. W pierwszy epizod o tytule The Deep Roads można zagrać za darmo. Gracze mogą odblokować osiągnięcia w grze, które odblokują unikalne przedmioty w Dragon Age: Początek. Aby zagrać w drugi i trzeci epizod, należy je zakupić.

### Fabularna gra planszowa
Planszowa gra fabularna zatytułowana Dragon Age została wydana 25 lutego 2010 roku przez Green Ronin. Green Ronin oznajmiło, że gra używa „zupełnie nowego systemu RPG”, w którym wykorzystuje się trzy sześciościenne kości. Pierwsze wydanie gry zawierało poradnik gracza, poradnik mistrza gry, mapę Fereldenu i trzy kości. Wersja elektroniczna gry w formacie PDF była dostępna dla tych, którzy zamówili grę przedpremierowo.

### Gra na urządzenia mobilne
Heroes of Dragon Age to tworzona przez EA Capital Games gra na urządzenia mobilne z modelem free-to-play.

### Anime
11 lutego 2012 roku w japońskich kinach pojawił się film anime Dragon Age: Dawn of the Seeker (jap. ドラゴンエイジ ブラッドメイジの聖戦; Dragon Age: Blood mage no seisen), którego bohaterką jest znana z Dragon Age II Kasandra Pentaghast. Jego współproducentami są BioWare, EA i firma Funimation Entertainment. W Ameryce Północnej premiera filmu miała miejsce 29 maja 2012 roku.

### Komiksy
Dragon Age: Origins to komiks internetowy opublikowany 4 września 2009 roku przez Penny Arcade. Opowiada on o grupie templariuszy wysłanych w celu odszukania i zabicia Flemeth, Wiedźmy z Głuszy. Akcja osadzona jest przed grą Dragon Age: Początek, gdy Morrigan nie została jeszcze zrekrutowana przez Szarego Strażnika.
Dragon Age: Origins – Awakening to kolejny komiks internetowy wydany w 2010 roku przez Penny Arcade. Opisuje jak Nathaniel Howe włamał się do Twierdzy Czuwania, by później zostać aresztowanym i poznać Szarego Strażnika w Przebudzeniu.
Dragon Age: The Revelation to napisany przez Davida Gaidera, głównego scenarzystę BioWare i narysowany przez Irmę „Aimo” Ahmed komiks, opublikowany 1 marca 2010 roku na stronie internetowej BioWare. Historia oparta jest na scenariuszu gry Dragon Age: Początek, który ostatecznie nie został zawarty w wersji finalnej. Opisuje spotkanie Morrigan i Alistaira przez udaniem się Morrigan do komnaty Strażnika, aby zaoferować mu mroczny rytuał.
IDW Publishing wydało także sześciozeszywowy komiks Dragon Age, którego scenariusz napisali Orson Scott Card i Aaron Johnston, a narysowali Humberto Ramos i Mark Robinson. Pierwszy album wydany został 31 marca 2010 roku.
Dragon Age II to trzystronicowy komiks internetowy stworzony przez Penny Arcade przy współpracy ze studiem BioWare z okazji premiery gry. Przedstawia on rozmowę Hawke’a z Izabelą podczas walki z qunari.
22 lutego 2012 roku ukazała się pierwsza część z sześciu komiksu Dragon Age: The Silent Grove. Jego autorami są David Gaider i Alexander Freed, którzy napisali scenariusz, oraz Chad Hardin, odpowiedzialny za rysunki. Komiks ukazywał się co dwa tygodnie, dostępny jest do kupienia poprzez aplikację wydawnictwa Dark Horse na systemy iOS i Android oraz na stronie internetowej Dark Horse. Ostatni zeszyt wydano 2 maja 2012 roku. 25 lipca 2012 roku opublikowano także wydanie drukowane, zawierające wszystkie sześć części. Komiks opowiada o podróży Alistaira, Izabeli i Varrika do Antivy.
Dragon Age: Those Who Speak to kolejna, trzyczęściowa, seria komiksów, która zadebiutowała 22 sierpnia 2012. Autorami jej scenariusza są David Gaider i Alexander Freed, ponownie opowiada o przygodach Alistaira, Izabeli i Varrika, którzy wyruszają do imperium złych magów, by poznać losy zaginionego ojca Alistaira. Ostatnia część ukazała się 14 listopada 2012 roku, a wydanie zbiorcze  30 stycznia 2013 roku.
Dragon Age: Until We Sleep to ostatnia seria komiksów, która po The Silent Grove i Those Who Speak zakończyła historię Izabeli, Varrika i Alistaira. Wydana została na wiosnę 2013 roku przez wydawnictwo Dark Horse.

### Figurki
DC Direct wydało serię czterech figurek przedstawiających postacie z pierwszej gry. Seria pierwsza zawiera figurki Morrigan, Duncana, Loghaina i genloka. Każdy z modeli ma 12 ruchomych elementów i jest odwzorowany na podstawie gry. W planach wydawniczych wydawnictwa Green Ronin na rok 2012 jest także sprzedaż specjalnych figurek przedstawiających zamienioną w smoka Flemeth oraz postaci Hawke’a z drugiej gry. Data premiery figurki Flemeth zapowiedziana jest na 13 czerwca.

### Serial internetowy
22 maja 2010 roku w Internecie opublikowany został miniserial Dragon Age: Warden’s Fall, będący opracowaną na silniku gry kanoniczną historią osadzoną w uniwersum Dragon Age. 11 października 2011 roku zadebiutował miniserial aktorski Dragon Age: Redemption. Autorką scenariusza, współproducentką i odtwórczynią głównej roli jest Felicia Day, reżyserem Peter Winther (Dzień Niepodległości), a operatorem filmowym John Bartley (Zagubieni). Zdjęcia kręcono w okolicach Los Angeles. Premiera miniserialu zbiegła się z premierą dodatku do Dragon Age II o tytule Znak zabójcy, w którym pojawia się serialowa postać granej przez Day Tallis.

### Karty do gry
20 czerwca 2012 roku wydawnictwo Dark Horse wydało karty z postaciami znanymi z gry Dragon Age II.